# Quand la musique est bonne
Quand la musique est bonne (укр. Коли музика вдала) — пісня Жана-Жака Ґольдмана, написана 1982 році. Вийшла в рамках вже його сольного проекту, в другому студійному альбомі «Minoritaire».

## Про пісню
На той час, диско-мотив гітарно-ударної композиції «Quand la musique est bonne» розбавлений модерними саксофонічними вставками, а вокальна партія контрастує на фоні естрадно-хорового виконання приспіву пісні.
Пісню переспівували: і сам автор, і відомі французькі виконавці.

## Фрагмент пісні
Фрагмент пісні (приспів):
Quand la musique est bonne

Quand la musique donne

Quand la musique sonne, sonne, sonne

Quand elle ne triche pas

Quand elle guide mes pas